# Mosunmola Abudu

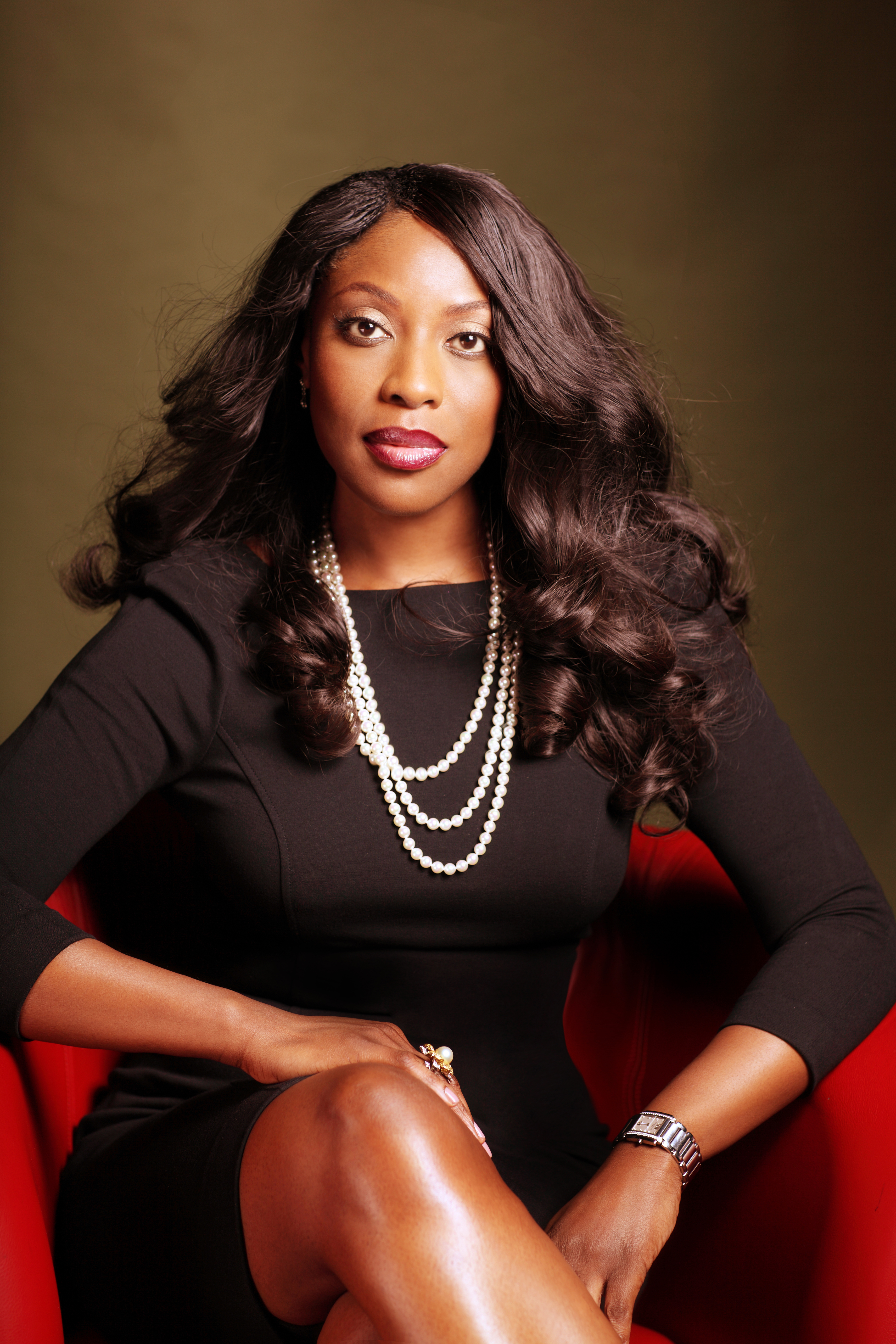
Mo Abudu (2010)

Mosunmola „Mo“ Abudu (* 11. September 1964 in London) ist eine nigerianische Medienunternehmerin und -persönlichkeit sowie Geschäftsfrau. Laut Forbes ist sie die „erfolgreichste Frau Afrikas“.

## Leben
Abudu verbrachte ihre Kindheit und Jugend im Vereinigten Königreich. Sie besuchte die Ridgeway School, das MidKent College und das West Kent College. 2006 gründete sie den Fernsehsender EbonyLife TV, der in 49 Ländern Afrikas, im Vereinigten Königreich und in der Karibik zu empfangen ist. Der Sender hat seinen Sitz in Tinapa Resort, Calabar, Cross River State, Nigeria. Der Hollywood Reporter zählte sie 2013 zu den 25 mächtigsten Frauen in der globalen Fernsehbranche. 2014 erhielt sie von der Babcock University ein Ehrendoktorat.
Die Nigerianerin gründete zudem die Produktionsfirma EbonyLife Films. Sie produzierte beispielsweise den Film The Wedding Party, der bis zum Erscheinen seiner Fortsetzung als der erfolgreichste Nollywood-Film galt.
Mo Abudu moderiert auch ihre eigene Fernsehshow auf M-Net, die Moments with Mo heißt, und in der es um Lifestyle, Gesundheitsthemen, Kultur, Politik, Unterhaltung, Tradition, Musik und andere gesellschaftliche Themenbereiche geht. Zu Gast waren hochrangige Politiker, Nobelpreisträger und Prominente wie Hillary Clinton. 
Im Sommer 2021 wurde Mosunmola Mitglied der Academy of Motion Picture Arts and Sciences.
Die Nigerianerin lebt in Lagos. Sie war mit Tokunbo Abudu verheiratet, hat eine Tochter und einen Sohn.